# Fritz Toepffer
Fritz Toepffer (ur. 8 stycznia 1878 w Szczecinie, zm. 21 lipca 1969 w Garmisch-Partenkirchen) – niemiecki sędzia.

## Życiorys
Fritz Toepffer pochodził z rodziny szczecińskich przemysłowców Toepfferów; przyszedł na świat jako syn Alberta Eduarda Toepffera. Studiował prawo na Śląskim Uniwersytecie Fryderyka Wilhelma we Wrocławiu. Po zdaniu drugiego egzaminu pracował jako asesor w rodzinnej firmie z siedzibą w Zdrojach koło Szczecina. W czasie I wojny światowej służył w stopniu oficera rezerwy i dosłużył się stopnia rotmistrza. Został odznaczony Krzyżem Żelaznym II i I klasy. W okresie Republiki Weimarskiej pełnił funkcję dyrektora sądu okręgowego w Szczecinie. W grudniu 1925 został członkiem Izby Dyscyplinarnej Rzeszy w Lipsku.
W czasach narodowego socjalizmu, w 1937 r. został odsunięty od orzekania przez Izbę Dyscyplinarną Rzeszy z powodu „małżeństwa niearyjskiego”. W 1945 roku, zgodnie z art. 132 konstytucji kraju związkowego Meklemburgia, został wybrany przez parlament krajowy do Sądu Apelacyjnego w Schwerinie, gdzie był przewodniczącym dwóch senatów i członkiem komisji egzaminacyjnej dla stażystów i asesorów. Toepffer był członkiem Komunistycznej Partii Niemiec i Stowarzyszenia Ofiar Prześladowanych przez Reżim Nazistowski. Po rozwiązaniu sądów apelacyjnych w Niemieckiej Republice Demokratycznej Toepffer przeszedł na emeryturę w 1952 r. w wieku 74 lat. 22 czerwca 1961 przeniósł się wraz z żoną do Garmisch-Partenkirchen.